# Kino VOD Club
Kino VOD Club – österreichisches Kino für zuhause – ist ein Video-on-Demand-Angebot für österreichische Kinofilme von und mit österreichischen Kinos, Produzenten und Filmemachern. Nach der gesetzlichen Sperrfrist können Kinofilme mit einem Pay-per-View-Konzept auf der Website von derzeit 57 Kinos in Österreich gestreamt werden. Die gemeinsame Verwertungsinitiative wurde 2017 gegründet und wird durch die Cinema Service Platform GmbH betrieben.

## Geschichte
Kino VOD Club ist eine Marke der Cinema Service Platform GmbH mit Sitz in Wien. Die Unternehmer Clemens Kopetzky und Alexander Syllaba starteten 2015 die Verwertungsinitiative Kino VOD Club, um einerseits die Sichtbarkeit von österreichischen Filmen zu erhöhen und andererseits die Kinos an der digitalen Verwertung von Film teilhaben zu lassen. Im Herbst 2017 wurde die Initiative mit 23 teilnehmenden Arthouse- und Programmkinos der Öffentlichkeit vorgestellt. Der Schauspieler und Kabarettist Josef Hader sprach sich bei der Erstpräsentation in Wien als Unterstützer des Projekts aus.

## Zweitverwertung
Kino VOD Club bietet Filmemacher eine alternative Verwertungsoption nach der Kinoauswertung und ermöglicht auch kleineren Filmproduktionen einen Zugang zu digitaler Sichtbarkeit. Da das Angebot keine Konkurrenz zur großen Leinwand darstellen soll, erscheinen die Filme erst mit einer sechs-monatigen Sperrfrist auf der Plattform. Bezahlt wird in den Kino VOD Clubs per Pay-Per-View. Im Gegensatz zu üblichen Streaming-Plattformen partizipieren neben den Lizenzgebern auch Kinobetreiber an den Erlösen.

## Förderung

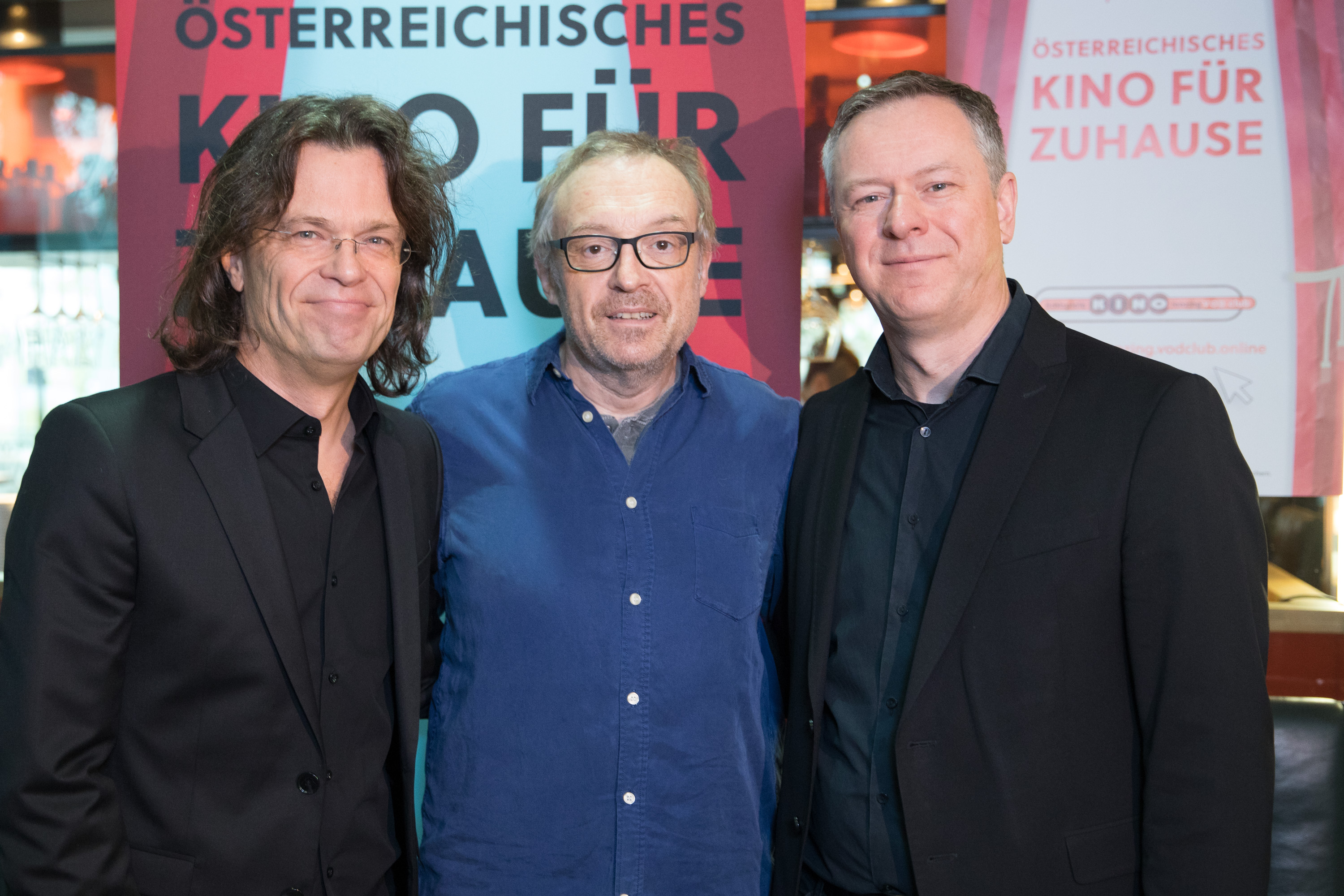
(vlnr.) Alexander Syllaba, Josef Hader und Clemens Kopetzky bei der Präsentation des Kino VOD Club

Als Teil der österreichischen Filmverwertungskette wird Kino VOD Club von folgenden öffentlichen Institutionen unterstützt:
- Österreichisches Filminstitut
- Land Niederösterreich
- Land Oberösterreich
- Land Vorarlberg
- Land Kärnten
- Land Salzburg
- Filmfonds Wien

## Programm
Das Programm umfasst mehr als 500 österreichische Kinofilme, die in allen VOD Clubs der 57 Kinos gestreamt werden können. Neben österreichischen Filmproduktionen der letzten 30 Jahre wird zusätzlich ein Augenmerk auf kleinere Filmproduktionen gelegt, die von einer erhöhten digitalen Sichtbarkeit am Markt profitieren können.

## Kooperationen
2019 wurden auf Kino VOD Club erstmals ausgewählte Kurzfilme junger Filmemacher im Rahmen der Initiative Cinema Next – Junges Kino aus Österreich exklusiv gezeigt. Sechs Kurzfilme österreichischer Newcomer konnten in Season 1 einen Monat lang kostenfrei gestreamt werden. Kino VOD Club war 2018 sowie 2019 ebenfalls ein Kooperationspartner der Filmfestivals Viennale in Wien und Diagonale in Graz.

## Rezeption
Unterstützt wird das aus der Branche initiierte Projekt unter anderem von Schauspieler Manuel Rubey, Filmemacherin Marie Kreutzer und Designer und Filmproduzent Stefan Sagmeister via Videobotschaft. Filmschaffende wie die Regisseurin Sudabeh Mortezai oder die Schauspieler Laurenz Rupp und Peter Simonischek kuratieren regelmäßig eine Selektion ihrer Lieblingsfilme auf der Plattform.

## Partnerkinos
- Admiralkino
- Filmcasino
- Gartenbaukino
- Stadtkino Wien
- Cinema Paradiso Baden
- Cinema Paradiso St. Pölten
- Stadtkino Horn
- City Kino
- Diesel Kino Braunau
- Kino Freistadt
- Kino Lambach
- Kino Lehar Theater
- Kinotreff Leone
- Lichtspiele Kino Lenzing
- Moviemento
- Programmkino Wels
- Stadtkino Grein
- Starmovie Peuerbach
- Rechbauerkino
- Schubert Kino
- Stadtkino Bruck/Mur
- Diesel Kino Kapfenberg
- Diesel Kino Gleisdorf
- Diesel Kino Leibnitz
- Diesel Kino Fohnsdorf
- Diesel Kino Lieboch
- Volkskino Klagenfurt
- Diesel Kino Oberwart
- Rio Kino
- Kinothek Lustenau
- Das Kino
- Diesel Kino Bruck
- Diesel Kino St. Johann/Pongau